# Laz Ahmed Pascià
Laz Ahmed Pascià (in turco: Laz Aziz Ahmet Paşa; Laz: ლაზი აზიზ აჰმედ-ფაშა) (... – Erzurum, marzo 1819) è stato un politico e militare ottomano di etnia laz. Fu un Gran visir dell'Impero ottomano.

## Biografia
Agli inizi della sua carriera, Ahmed Pascià prestò servizio nel corpo dei giannizzeri e presto fu elevato al grado di Kapıcıbaşı. Successivamente divenne governatore di İbrail. Durante la guerra russo-turca (1806-1812) fu inviato a Erzerum per guidare l'esercito ottomano. Dopo le prime vittorie nelle battaglie, Ahmed Pascià fu elevato alla carica di Gran Visir. Tuttavia, con la firma del Trattato di Bucarest il 28 maggio 1812, fu accusato da Hurshid Pascià di essere incompetente e presto fu licenziato. Il 5 settembre 1812 fu sostituito da Hurshid Pascià. Nel 1814 Laz Ahmet Pascià divenne governatore di Bursa, poi di Aleppo ed infine di Erzurum. Morì nel marzo 1819 a Erzurum.